# Cyklo-F
Cyklo-F (tranexamsyra) är ett läkemedel som har blödningshämmande effekt. Läkemedlet används för att minska blödningsmängden vid kraftiga menstruationer, men även vid exempelvis blödningar i magtarmkanalen och kraftigt näsblod. 
Cyklo-F finns receptfritt på Apoteket, men skrivs även ut av läkare och är då betydligt billigare och ingår i högkostnadsskyddet. Vanligtvis har det då namnet Cyklokapron. Om man har problem med att ta tabletter finns även brustabletter. Cyklokapron är också ett läkemedel mot angioödem hos både män och kvinnor.